# 佐藤懐智
佐藤 懐智（さとう かいち、7月18日 - ）は、日本の映像作家。日本インディーズ映画界で数々の受賞経験を持つ。

## 人物・来歴

### 主な映像作品
- 少年ライト 第１回集英社BJ映像大賞　準優勝3位・ビデオ化。
- シュウベルト 集英社第2回BJ映像大賞　準優勝2位・ビデオ化。日本テレビにてオンエア。東京国際ビデオフェスティバル入選。シューベルトの大理石像（高さ20cm程度）を使って相手を殴る日本発祥のスポーツ「シュウベルト」にかかわる人たちを描いたコメディー。

＊上記2作品に学生時代の自民党議員（前少子化担当大臣）小渕優子が出演、週刊誌フライデーなどで取り上げられる。
- I'ts Hard To Be A Saint In The City TBSえび天銀監督受賞。
- 『WATER／怪物ランド』東北新社製作Vシネマ・演出。
- 火星の人参 集英社第5回BJ映像大賞優勝、ゆうばり国際ファンタスティック映画祭上映、東京国際ビデオフェスティバル入選、トゥナイト（TV朝日系）でオンエア。
- 『R#（ルームナンバー）』（TV朝日）OP＆ED演出。
- 殺し屋、リィ。 第1回インディーズムービー・フェスティバル準グランプリ受賞
- 走馬燈屋の退屈 インディーズ・フェスティバル入選〜ビデオ化、釜山アジア短編映画祭ノミネート。
- カニバル星人 3DCGアニメ作品。David 亀 Tsai名義。監督、脚本、キャラクターデザイン担当。
- ハード・トーク・カフェ めざましテレビ（フジテレビ）内のアニメーションのコーナー。監督、脚本、キャラクターデザイン担当。
- Liquid プロデュース、脚本、編集、共同監督
- ダイナミック・ヴィーナス 3DCGアニメ作品。監督、脚本、キャラクターデザイン担当。

### 「カニバル星人」受賞リスト
- 海外受賞歴

ニューヨーク国際インディペンデントフィルム＆ビデオフェスティバル
（ベストアニメーション賞＆ベスト国際ホラー賞のダブル受賞）
ジャパンフィルムフェスティバル・イン・ロサンジェルス（ベストショート賞受賞）
インディー・フェスUSA（ベスト・アニメイテッド・フィルム賞）
ヴァンパイア・フィルム・フェスティバル（ベスト・アニメ賞）
ロッテルダム国際映画祭（オランダ）
ストラスブール国際映画祭 
ヤング・フィルムメイカーズ・フェスティバル・グラナダ（スペイン）
ワイルドサウンド・フィルムフェスティバル・トロント（カナダ）
NYCホラーフィルム・フェスティバル（アメリカ）
ボストンアンダーグラウンド映画祭（アメリカ）Animacursed - International Festival of Horror Animation（ブラジル）
animacam.tv（スペイン）Court Metrange Festival, Rennes（フランス）Lausanne Underground Film & Music Festival（スイス）